# Rubby Pérez
Pour les articles homonymes, voir Pérez.
Roberto Antonio Pérez Herrera, né le 8 mars 1956 et mort le 8 avril 2025, connu professionnellement sous le nom de Rubby Pérez, est un chanteur de merengue dominicain.
Rubby joue avec divers orchestres jusqu'à ce que Wilfrido Vargas lui offre l'opportunité de devenir le chanteur principal de son orchestre lors de l'enregistrement de l'album El Funcionario (1983). L'album est classé 90e dans la liste « Los 600 de Latinoamérica ». En raison de ses qualités vocales distinctives, il gagne le surnom de « la voix la plus haute du merengue » (la voz más alta del merengue).
Rubby Pérez est tué à 69 ans dans l'effondrement du toit de la boîte de nuit Jet Set, le 8 avril 2025.

## Biographie
Pérez aspirait à devenir joueur de baseball dans sa jeunesse, mais se tourne ensuite vers la musique lorsqu'un accident de voiture cause des dommages permanents à sa jambe gauche. Après avoir étudié la musique au Conservatoire National de Saint-Domingue, il devient membre de groupes scolaires, tels que la Chorale de la Société d'Orientation des Jeunes, La Jeunesse de Bani en 1978 et Los Hijos del Rey. Pérez entre ensuite dans l'orchestre de Wilfrido Vargas de 1980 à 1987, période pendant laquelle il popularise des tubes tels que El Africano, Volveré, Cuando Estés con Él et Cobarde Cobarde.
Son incursion en tant qu'artiste solo en 1987 lui apporte des succès tels que Buscando Tus Besos, Enamorado de Ella et Tú Vas a Volar, dont les deux premiers sont des succès dans les charts Billboard. Son album « Rubby Pérez » passe deux semaines sur la liste tropicale, atteignant la 15e place et sa chanson Love Her est numéro 29 dans les charts latins.
Il remporte les prix Casandra dans les catégories « Orchestre de l'année » et « Merengue de l'année ». Au Venezuela, il remporte des disques d'or et de platine en 1988 avec son premier album solo, « Buscando Tus Besos ».

### Vie privée
Rubby Pérez est marié à Inés Antonia Lizardo pendant 48 ans jusqu'à sa mort le 15 octobre 2022, des suites d'un cancer du sein.

### Mort
Rubby Pérez est tué le 8 avril 2025 dans l'effondrement du toit de la boîte de nuit Jet Set, survenu lors d'un de ses concerts à Saint-Domingue. Il se produisait avec sa fille Zulinka Pérez, le mari de sa fille et son groupe. Zulinka et son mari ont survécu mais certains membres du groupe ont péri dans la catastrophe qui a fait de très nombreuses victimes.

## Philanthropie
Pérez est reconnu par le Comité des partis politiques latino-américains aux États-Unis (COPOLA USA) pour son aide aux victimes d'un séisme qui a frappé Haïti en janvier 2010.
En 2023, Pérez est la tête d'affiche d'une célébration de collecte de fonds organisée par le Bureau des services généraux de l'État de New York, une branche du Département exécutif de l'État de New York, en l'honneur du Mois national du patrimoine hispanique.